# Phalonidia haplidia
Phalonidia haplidia es una especie de polilla del género Phalonidia, categorizada en la tribu Cochylini, de la subfamilia Tortricinae.
Fue descrita por Razowski en 1986 y publicada en Acta zool. cracov. 29: 375. Se distribuye por América del Norte: México, aproximadamente a 3 millas de El Salto, en el estado de Durango.